# Ançã
Ançã es una freguesia portuguesa del concelho de Cantanhede, con 18,11 km² de superficie y 2.579 habitantes (2001). Su densidad de población es de 142,4 hab/km².